# Monya Elson
Monya Elson é um russo-americano, membro da máfia russa, envolvido em falsificações, tráfico de drogas e outras atividades criminosas, no bairro de Brighton Beach, Brooklyn.